# Ringblixt

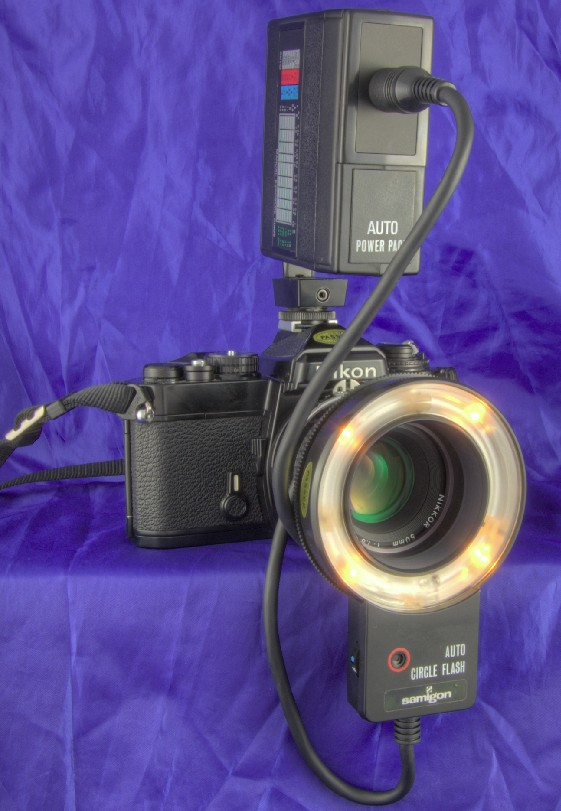
Kamera med ringblixt

Ringblixt är en fotoblixt som är utformad som en ring och som anbringas runt objektivet. Ljuset från blixten faller då från praktiskt taget samma vinkel som fotografiet tas och man slipper slagskuggor. Det finns två typer av ringblixtar för olika ändamål.
Den ena typen av ringblixt är en ljussvag blixt. Det är ett bra tillbehör vid makrofotografering, där avståndet till motivet kan vara kort och belysningen svår att placera. Denna typ används inom makrofotografering samt medicinsk fotografering, till exempel för att dokumentera skador och sjukdomsförlopp. Annan typ av blixt skulle kunna få objektivets skugga att falla på motivet, om man inte har flera lösa blixtar placerade runt om. Ofta kan man välja att använda bara ena halvan av den då tvådelade blixten, och får då lite skugga på någon sida av motivet. (Blixten går att rotera runt objektivet.) Detta ger lite djup i motivet, till skillnad från att hela motivet blir jämnt belyst. 
Den andra typen av ringblixt används tillsammans med ett separat blixtaggregat och ger en betydligt högre effekt (upp till 4 800 w/s) och används inom exempelvis modefotografi. Ringblixt kan ge upphov till ett flertal effekter bland annat den karakteristiska ljuscirkeln som reflekteras i ögat.

## LED-belysning
Ett modernt alternativ till ringblixt är en ring av lysdioder som anbringas på samma sätt på objektivfronten – främst vid makrofotografering. Klara fördelar är dels att det är lättare att ställa in skärpan eftersom motivet redan är belyst, dels att man i förväg ser hur ljuset och eventuell skugga faller på motivet innan man tar själva bilden. 